# Fabien Galthié
Fabien Galthié (Cahors, 20 de marzo de 1969) es un exjugador y entrenador francés de rugby que se desempeñaba como medio scrum.
Galthié es considerado uno de los mejores jugadores de la historia en su posición y el mejor que dio su país, hasta la llegada del flamante Antoine Dupont. En 2002 durante los World Rugby Premios fue premiado como el mejor jugador del Mundo.

## Selección nacional
Fue convocado a Les Bleus por primera vez en junio de 1991 para enfrentar a los Stejarii y disputó su último partido en noviembre de 2003 ante el XV de la Rosa. En total jugó 64 partidos y marcó diez tries (50 puntos).